# 聖下
聖下（英語: His Holiness/Your Holiness）は、最高宗教指導者を表す敬称である。この敬称は特に、 ローマ教皇、東方諸教会の総主教、 ダライ・ラマに言及する際に用いられる。
対面して呼びかける際には、"His" を "Your" に変更して、"Your Holiness" とする。
もとはキリスト教の教皇の敬称であったが、キリスト教以外の宗教でも用いられる。

## キリスト教
"His Holiness"（ラテン語: Sua Sanctitas）は公式には ローマ・カトリックの教皇や東方諸教会の総主教に対して用いられ、基本的に「聖下」と訳される。正教会においては、 コンスタンティノープル全地総主教は "His All-Holiness" の敬称で呼ばれる（"HAH"と略される）。「殿下」"His/Her Highness" と混同するおそれがなければ、しばしば "HH" ないし "H.H." と略される。
2013年2月28日、 ローマ教皇庁は、ベネディクト16世が退位し名誉教皇となっても 引き続き"His Holiness" の敬称を受けると発表し、その没時まで継続されている。
日本政府はローマ教皇に対してのみ、外交関係成立以前から敬称を「台下」としている。名誉教皇ベネディクト16世に対しては「聖下」を用いることもあったが、没後には「台下」の敬称を用いている。教皇の敬称を聖下とするのは少なくとも明治時代にはあったが、明治天皇を指す使用法もあった。1928年頃には「台下」「聖下」の2つの訳があり、日本におけるカトリック教会でもいずれの敬称を用いるかについて論争が起きていた。現在では聖下の訳語を用いるのが一般的である。

## その他の宗教
英語の敬語 "His Holiness" と、女性形の "Her Holiness" は、慣習的に仏教（例えばダライ・ラマ、カルマパ、ブータンのジェ・ケンポ）、神道 、イスラームのアフマディーヤではカリフに、イスラーム教シーア派のイスマイール派のDawoodi Bohra分派ではDa'i Al-Mutlaq, Syednaの事務所で用いられている。仏教では「猊下」と邦訳することもある。
また、ヒンドゥー教の クリシュナ意識国際協会などの一部新興宗教運動でも用いられている。